# Wolfgang Hinte
Wolfgang Hinte (* 18. Mai 1952 in Oberhausen) ist Sozialarbeitswissenschaftler und Vater des Konzepts Sozialraumorientierung.

## Werdegang
Hinte studierte Pädagogik, Psychologie und Soziale Arbeit und wurde 1978 an der Universität-Gesamthochschule Essen promoviert. Nach mehrjähriger praktischer Tätigkeit in der Gemeinwesenarbeit und als Gestalttherapeut war Hinte ab 1980 Professor für Sozialpädagogik an der Universität Duisburg-Essen und leitete ab 1985 das Institut für Stadtteilentwicklung, Sozialraumorientierte Arbeit und Beratung (ISSAB) am Campus Essen. Das ISSAB war über 30 Jahre lang ein im deutschsprachigen Raum wirkendes Institut, an dem Studierende der Sozialen Arbeit in enger Kooperation mit der Stadt Essen in Form eines Projektstudiums ausgebildet wurden, an dem Forschung und Konzeptentwicklung bezogen auf sozialräumliche Soziale Arbeit betrieben wurde und das durch Praxisforschung, Organisationsberatung, Qualifizierung, Vorträge und Fachbeiträge die Entwicklung der Praxis der Sozialen Arbeit prägte. Hinte emeritierte 2015 und arbeitet seitdem freiberuflich als Vortragsredner und Organisationsberater. Er veröffentlichte über 250 Fachbeiträge, insbesondere zur Praxis selbstbestimmten Lernens, zum Quartiermanagement und zur Gemeinwesenarbeit sowie zu Grundlagen, Prinzipien und Methoden des von ihm entwickelten Fachkonzepts Sozialraumorientierung.
Das Fachkonzept Sozialraumorientierung mit seinen methodischen, finanzierungstechnischen und strukturellen Implikationen war die Grundlage für den sozialräumlichen Umbau der Berliner Jugendhilfe zu Beginn der 2000er Jahre sowie der Neuordnung der Zürcher Jugend- und Sozialhilfe zwischen 2004 und 2010 sowie für zahlreiche Innovationsprozesse in weiteren Städten und Landkreisen in Deutschland, Österreich und der Schweiz sowie bei verschiedenen freien Trägern. Weiterentwickelt und ausdifferenziert sowie durch neue Formen einer flexiblen Finanzierung unterlegt wurden diese Ansätze insbesondere im Kreis Nordfriesland (dort in der Jugend- und Behindertenhilfe), der Stadt Rosenheim sowie insbesondere in der Kinder-, Jugend- und Familienhilfe der Stadt Graz in Österreich. Im Zuge der Realisierung der Vorgaben im Deutschen Bundesteilhabegesetz (BTHG) greifen seit 2018 zahlreiche Trägerorganisationen wie auch Leistungsträger auf das Fachkonzept Sozialraumorientierung zurück.

## Schriften (Auswahl)
- mit Fritz Karas: Studienbuch Gruppen- und Gemeinwesenarbeit. Hermann Luchterhand Verlag, Neuwied/ Frankfurt am Main 1989, ISBN 3-472-07743-3.
- Non-direktive Pädagogik. Eine Einführung in Grundlagen und Praxis des selbstbestimmten Lernens. Deutscher Universitätsverlag, Wiesbaden 1990, ISBN 3-8244-4072-5.
- mit Ottmar Preuß und Bernd Sensenschmidt: Vertrauen überwindet Angst. Beiträge zur Entlastung vom Erziehungsanspruch. Dipa-Verlag, Frankfurt am Main 1995, ISBN 3-7638-0339-4.
- mit Gerd Litges und Werner Springer: Soziale Dienste: Vom Fall zum Feld. Soziale Räume statt Verwaltungsbezirke. Edition Sigma, Berlin 1999, ISBN 3-89404-762-3.
- mit Maria Lüttringhaus und Dieter Oelschlägel: Grundlagen und Standards der Gemeinwesenarbeit. Ein Reader zu Entwicklungslinien und Perspektiven. 3., aktualisierte Auflage. Juventa-Verlag, Weinheim/ München 2011, ISBN 978-3-7799-1824-0.
- mit Gerd Litges und Johannes Groppe: Sozialräumliche Finanzierungsmodelle. Qualifizierte Jugendhilfe auch in Zeiten knapper Kassen. Edition Sigma, Berlin 2003, ISBN 3-89404-740-2.
- mit G. Grimm und G. Litges: Quartiermanagement. Eine kommunale Strategie für benachteiligte Wohngebiete. Edition Sigma, Berlin 2004, ISBN 3-89404-743-7.
- mit Helga Treeß: Sozialraumorientierung in der Jugendhilfe. Theoretische Grundlagen, Handlungsprinzipien und Praxisbeispiele einer kooperativ-integrativen Pädagogik. 3. Auflage. Weinheim/ München 2014, ISBN 978-3-7799-2687-0.
- mit Roland Fürst: Sozialraumorientierung. Ein Studienbuch zu fachlichen, institutionellen und finanziellen Aspekten. UTB-Verlag, Wien 2014, ISBN 978-3-8252-4324-1.
- mit Oliver Fehren: Sozialraumorientierung. Fachkonzept oder Sparprogramm? Berlin 2013, ISBN 978-3-7841-2404-9.
- mit D. Haller und B. Kummer (Hrsg.): Jenseits von Tradition und Postmoderne. Sozialraumorientierung in der Schweiz, Österreich und Deutschland. Juventa-Verlag, Weinheim/München 2007, ISBN 978-3-7799-1885-1.
- mit G. Litges und W. Springer: Vom Fall zum Feld. Soziale Räume statt Verwaltungsbezirke. Edition Sigma, Berlin 1999, ISBN 3-89404-762-3.
- mit Wolfgang Budde und Frank Früchtel: Sozialraumorientierung. Wege zu einer veränderten Praxis. Wiesbaden 2006, ISBN 3-531-15090-1.
- mit Oliver Pohl: Der Norden geht voran. Sozialraumorientierung in der Eingliederungshilfe im Landkreis Nordfriesland. Marburg 2018, ISBN 978-3-88617-326-6.
- mit Roland Fürst: Sozialraumorientierung 4.0 – Das Fachkonzept: Prinzipien, Prozesse und Perspektiven. Wien 2020, ISBN 978-3-8252-5515-2.